# AB7
نجم إيه بي في الفلك (بالإنجليزية:AB7 ) هو نجم ثنائي من ضمنهما نجم من نوع نجم ولف-رايت - نجم بالغ الضخامة يبخ مادة حوله ويضيؤها - ويتصف النجم الآخر بطيف بأنه من النوع طيف-O. يتميز ذلك النجمان بإصدار رياح نجمية شديدة جدا وتنشران في الفضاء جسيمات أولية ذات طاقة عالية. مثلها في ذلك الريح الشمسي ولكنها الريح النجمية لتلك النجوم أكبر بنحو 10 ملايين مرة إلى مليار مرة عن الشمس.
وتؤثر تلك الريح النجمية بضغط عظيم على المادة الكونية المحيطة وتجعلها تتشكل في هيئة فقاعات يمكن رؤيتها في الصور الملتقطة بلونها الأزرق.
يوجد النجم الثنائي إيه بي 7 في مجرة ماجلان الكبرى التابعة لمجرتنا،مجرة درب التبانة وتعرف بشكلها الذي يماثل شكل سديم.

## وصلات خارجية
- Really Hot Stars, المرصد الأوروبي الجنوبي Science Release

## اقرأ أيضاً
| - نجم إيه بي - نجم إيه إم - نجم ولف-رايت - التصنيف النجمي - النطاق (الجبار) - كتلة جينس - انفجار أشعة غاما 080913 - مستعر أعظم - قزم أبيض - عملاق أحمر | - نجم الدجاجة اكس - تخليق العناصر - ثقب أسود - النسق الأساسي - مجرة حلزونية - مجرة إهليجية - إشعاع الخلفية الميكروني الكوني - الانفجار العظيم - خط زمني للانفجار العظيم - نجم نيوتروني - ثقب أسود - مسييه 100 - انفجار أشعة غاما 080319ب - انفجار أشعة غاما 090423 - انفجار أشعة غاما 970228 |  |